# Вільненська волость
Вільненська волость — історична адміністративно-територіальна одиниця Богодухівського повіту Харківської губернії з центром у слободі Вільне.
Станом на 1885 рік складалася з 5 поселень, 4 сільських громад. Населення — 7403 особи (3687 чоловічої статі та 3716 — жіночої), 1175 дворових господарств.
|                     | Площа, десятин | У тому числі орної, дес. |
| ------------------- | -------------- | ------------------------ |
| Сільських громад    | 14270          | 8426                     |
| Приватної власності | 135            | 107                      |
| Іншої власності     | 99             | 99                       |
| Загалом             | 14504          | 8632                     |

Поселення волості станом на 1885:
- Вільне (Козача) — колишня державна слобода при річці Ворскла за 30 верст від повітового міста, 2936 осіб, 453 двори, православна церква, школа, лікарня, щорічний ярмарок.
- Лугівка — колишнє державне село при річці Ворскла, 547 осіб, 76 дворів.
- Ямне — колишня державна слобода при річці Ворскла, 3113 осіб, 523 двори, православна церква, 2 лавки, щорічний ярмарок.